# 주디 와이즈먼
주디 와이즈먼(Judy Wajcman, 1950년 12월 12일 ~ )은 런던 정치경제대학교의 사회학 교수이다.
그녀는 호주국립대학의 사회과학 대학의 교수였다. 그녀는 리먼 브라더스 센터의 여성을 위한 사업에서 런던 비즈니스 스쿨의 방문 교수로도 재직했다. 그녀는 캠브리지, 에딘버러, 맨체스터, 시드니, 도쿄, 비엔나, 워릭, 취리히에서도 직위를 가진 적이 있다. 그녀는 또한 옥스포드의 올 솔스 칼리지(All Souls College)에서 방문 펠로우로도 재직했다. 그녀는 세인트 존스 칼리지,캠브리지의 최초 여성 펠로우였다. (Norman Laski 연구원 1978-80).
그녀는 소사이어티 포 더 소셜 시터디스 오브 사이언스(Society for the Social Studies of Science)의 회장이며, 여전히 핸드북 커미티(Handbook Committee)에 소속되어 있다.

## 연구분야
주디 와이즈먼은 테크놀로지의 젠더적 본성에 대한 연구로 가장 잘 알려져있다.  그녀는 기술 사회구성주의의 초기 기여자이다. 또한, 젠더, 작업, 조직에 대한 연구를 수행했다.

### 저서
- Wajcman, Judy (1983). 《Women in control: dilemmas of a workers co-operative》. New York City: St. Martin's Press. ISBN 9780312887377.
- Wajcman, Judy; MacKenzie, Donald (1985). 《The social shaping of technology: how the refrigerator got its hum》. Milton Keynes Philadelphia: Open University Press. ISBN 9780335150267.
- Wajcman, Judy (1991). 《Feminism confronts technology》. University Park, Pennsylvania: Pennsylvania State University Press. ISBN 9780271008028.
- Wajcman, Judy (1998). 《Managing like a man: women and men in corporate management》. University Park, Pennsylvania: Pennsylvania State University Press. ISBN 9780271018485.
- Wajcman, Judy (2004). 《TechnoFeminism》. Cambridge Malden, Massachusetts: Polity. ISBN 9780745630441.
- Wajcman, Judy; Edwards, Paul (2005). 《The politics of working life》. Oxford New York: Oxford University Press. ISBN 9780191556692.
- Wajcman, Judy; Hackett, Edward; Amsterdamska, Olga; Lynch, Michael (2008). 《The handbook of science and technology studies》 3판. Cambridge, Massachusetts: MIT Press Published in co-operation with the Society for the Social Studies of Science. ISBN 9781435605046.
- Wajcman, Judy (2015). 《Pressed for time: the acceleration of life in digital capitalism》. Chicago: The University of Chicago Press. ISBN 9780226196473.